# سوپر جام اروپا ۱۹۷۲
فینال سوپر جام اروپا ۱۹۷۲، رقابت پایانی سوپر جام اروپا است که مابین دو تیم باشگاه فوتبال آژاکس و باشگاه فوتبال رنجرز برگزار شده‌است.
این مسابقه که در تاریخ‌های ۱۶ ژانویه ۱۹۷۳ و ۲۴ ژانویه ۱۹۷۳ انجام شده‌است در مجموع با نتیجه ۶ بر ۳ به سود باشگاه فوتبال آژاکس به پایان رسید.